# Manojlovci
Ne doit pas être confondu avec Manojlović ou Manojlovce.
Manojlovci (en serbe cyrillique : Манојловци) est un village de Serbie situé dans la municipalité de Topola, district de Šumadija. Au recensement de 2011, il comptait 119 habitants.

## Démographie
| 1948 | 1953 | 1961 | 1971 | 1981 | 1991 | 2002 | 2011 |
| ---- | ---- | ---- | ---- | ---- | ---- | ---- | ---- |
| 243  | 240  | 240  | 227  | 180  | 185  | 144  | 119  |

|  |